# 찰리의 진실
《찰리의 진실》(영어: The Truth About Charlie)은 2002년 공개된 미국의 영화이다.

## 줄거리
영국인 신혼부부 레지나 램버트와 남편 찰스는 파리에 살고 있다. 그녀는 짧은 휴가를 마치고 돌아와 찰스와 이혼하기로 결심하지만, 아파트는 텅 비어 있고 남편은 살해당했음을 알게 된다. 프랑스 경찰이 그녀의 아파트에 있다. 찰스는 그들의 소유물을 180만 달러에 현금화했고, 그 돈은 사라졌다.
레지나는 곧 휴가 때 만났던 미스터리한 낯선 남자 조슈아(마크 월버그)와 재회한다. 그는 그녀가 사망한 찰리에 대한 진실을 조각하고 이제 그녀를 쫓는 세 명의 위협적인 사람들을 처리하는 것을 돕는다.

## 출연

### 주연
- 마크 월버그
- 탠디 뉴튼
- 팀 로빈스

### 조연
- 박중훈
- 테드 레빈
- 리사 게이 해밀튼
- 크리스틴 보이슨
- 스티븐 딜레인
- 시몬 압카리언
- 프레더릭 메이닌거
- 찰스 아즈나버
- 안나 카리나
- 마갈리 노엘

## 기타
- 원작자: 피터 스톤
- 공동제작: 네다 아미언
- 공동제작: 미첼 세이코
- 미술: 휴고 러크직 위호우스키
- 타이틀디자인: 파블로 페로
- 의상: 캐서린 레터리어
- 배역: 프랑수아 콤배디에르